# Центральний стадіон (Макарів)
Центральний стадіон імені Михайла Бруквенка — футбольний та легкоатлетичний стадіон у смт Макарів Київської області, домашня арена СК «Юніор» (Макарів) і ФК «Чайка» (Петропавлівська Борщагівка).

## Опис
Стадіон розташований на вул. Богдана Хмельницького 21, смт Макарів на Київщині. Має 3100 сидячих місць. Футбольне поле оточують бігові доріжки, арена має дві трибуни та адміністративну будівлю.

## Історія
Стадіон відкрито у 1985 році. 2008 року його було реконструйовано, дерев'яні лавки замінено пластиковими сидіннями.
2012 року стадіон названо на честь Михайла Харитоновича Бруквенка — вчителя фізичної культури та спорту макарівського математично-природничого ліцею.
У сезонах 2009/10 та 2010/11 на цьому стадіоні проводила свої домашні поєдинки в Другій лізі білоцерківська «Рось». Зокрема, в 2010 році арена прийняла матч кременчуцького «Кременя» проти вінницької «Ниви».
З 2008 по 2018 рік стадіон імені Михайла Бруквенка слугував домашньою ареною місцевого ФК «Макарів», який виступав у регіональних змаганнях Київської області, і у 2009 році став срібним призером обласної вищої ліги. З 2019 року господарем арени є бронзовий призер першості Київської області з футболу спортивний клуб «Юніор».
У сезонах 2018/19, 2019/20, 2020/21, 2021/22 та 2023/24 друголіговий клуб «Чайка» (Петропавлівська Борщагівка) проводив на цьому стадіоні частину своїх домашніх матчів чемпіонату.